# 月乃だい亜
月乃 だい亜（つきの だいあ、5月7日 - ）は、宝塚歌劇団月組に所属する男役。
兵庫県西宮市、武庫川女子大学附属高校出身。身長173cm。愛称は「るー」、「だいあ」。

## 来歴
2016年4月、宝塚音楽学校入学。
2018年4月、宝塚歌劇団に104期生として入団。入団時の成績は32番。星組宝塚大劇場公演『ANOTHER WORLD／Killer Rouge』で初舞台。その後月組に配属。

## 主な舞台

### 初舞台公演
- 2018年4月～6月、 『ANOTHER WORLD／Killer Rouge』（宝塚大劇場のみ）

### 月組配属後
- 2018年7月、『愛聖女（サントダムール）－Sainte♡d’Amour－』（バウホール）
- 2018年8月～11月、『エリザベート -愛と死の輪舞-』
- 2019年1月、『ON THE TOWN』（東京国際フォーラム）
- 2019年3月〜6月、 『夢現無双　-吉川英治原作「宮本武蔵」より-』新人公演：出淵孫兵衛（本役：蘭尚樹）『クルンテープ　天使の都』
- 2019年10 - 12月、『I AM FROM AUSTRIA-故郷（ふるさと）は甘き調（しら）べ-』新人公演：マイケル［司会者］（本役：朝陽つばさ）／ダニエル［旅行者］（本役：礼華はる）
- 2020年2月、『出島小宇宙戦争』（ドラマシティ・東京建物 Brillia HALL） - シモ
- 2020年9 - 2021年1月、『WELCOME TO TAKARAZUKA-雪と月と花と-』『ピガール狂騒曲』
- 2021年2 - 3月、『ダル・レークの恋』（TBS赤坂ACTシアター・ドラマシティ）
- 2021年5 - 8月、『桜嵐記（おうらんき）』 - 新人公演：北畠顕家（本役：夢奈瑠音）『Dream Chaser』
- 2021年10 - 11月、『川霧の橋』 - 喜助『Dream Chaser-新たな夢へ-』（博多座）
- 2022年1 - 3月、『今夜、ロマンス劇場で』 - 美術家、新人公演：石田鶴男（本役：佳城葵）『FULL SWING!』
- 2022年5月、『Rain on Neptune』（舞浜アンフィシアター） - ダイヤモンドのかけら
- 2022年7 - 8月、『グレート・ギャツビー』（宝塚大劇場）
- 2022年9 - 10月、『グレート・ギャツビー』（東京宝塚劇場） - クラブシンガー、新人公演：ジョン（本役：朝霧真）
- 2022年11 - 12月、『ELPIDIO（エルピディイオ）』（KAAT神奈川芸術劇場・ドラマシティ）
- 2023年2 - 4月、『応天の門』 - 新人公演：若き日の業平（本役：英かおと）『Deep Sea-海神たちのカルナバル-』
- 2023年6月、『月の燈影（ほかげ）』（宝塚バウホール） - 清次
- 2023年8 - 9月、『フリューゲル-君がくれた翼-』 - 東ベルリンの学生（男）、新人公演：ヴォーヴァ（本役：佳城葵）『万華鏡百景色（ばんかきょうひゃくげしき）』（宝塚大劇場）
- 2023年10 - 11月、『フリューゲル-君がくれた翼-』 - 東ベルリンの学生（男）『万華鏡百景色（ばんかきょうひゃくげしき）』（東京宝塚劇場）
- 2024年1 - 2月、『Golden Dead Schiele』（宝塚バウホール） - ドム・オーゼン
- 2024年3 - 5月、『Eternal Voice 消え残る想い』『Grande TAKARAZUKA 110!』（宝塚大劇場）
- 2024年6 - 7月、『Eternal Voice 消え残る想い』 - 新人公演：サミュエル（本役：英かおと）『Grande TAKARAZUKA 110!』（東京宝塚劇場）
- 2024年11 - 2025年3月、『ゴールデン・リバティ／PHOENIX RISING』 - ベール、新人公演：ソーマ（本役：大楠てら）
- 2025年5月、『Twinkle Moon』（宝塚バウホール）
- 2025年7 - 11月、『GUYS AND DOLLS』 - ソサイティ・マックス